# Ravensberger Straße 5 (Stralsund)
Das Haus mit der postalischen Adresse Ravensberger Straße 5 ist ein unter Denkmalschutz stehendes Gebäude in der Ravensberger Straße im Stadtgebiet Altstadt in Stralsund. Das dreigeschossige, vierachsige Giebelhaus wurde im Jahr 1738 errichtet.

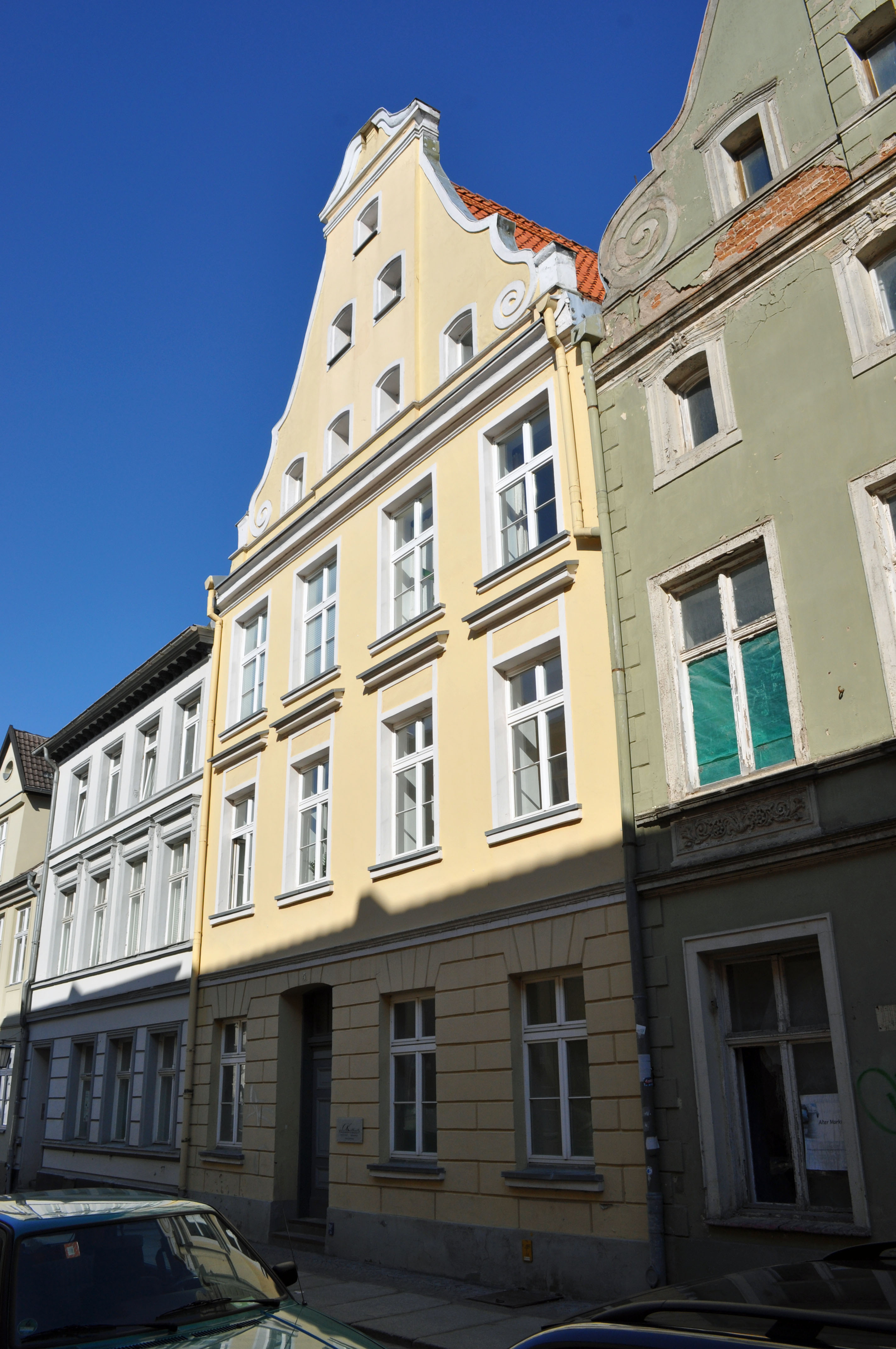
Das Haus Ravensburger Straße 5 in Stralsund (2012)

Die Fassade ist verputzt. Das Erdgeschoss mit dem stichbogigen Portal in der zweiten Achse weist Putzrustika auf. Das Hauptgesims ist kraftvoll ausgeführt, darüber ein dreigeschossiger Volutengiebel mit Segmentbogenluken und einem gesperrten Abschluss.
Das Haus liegt im Kerngebiet des von der UNESCO als Weltkulturerbe anerkannten Stadtgebietes des Kulturgutes „Historische Altstädte Stralsund und Wismar“. Es ist in die Liste der Baudenkmale in Stralsund eingetragen.